# Pentaria fuscula
Pentaria fuscula är en skalbaggsart som beskrevs av Leconte 1862. Pentaria fuscula ingår i släktet Pentaria och familjen ristbaggar. Inga underarter finns listade i Catalogue of Life.